# Organizace africké jednoty
Organizace africké jednoty (OAJ), z angl. Organisation of African Unity (OAU), franc. Organisation de l'Unité Africaine (OUA), byla mezivládní organizace sdružující nezávislé africké země (a Západní Saharu). Organizace vznikla 25. května 1963, kdy byla 32 zakládajícími zeměmi v hlavním městě Etiopie Addis Abebě podepsána Charta OAJ. OAJ byla zrušena 9. července 2002 svým posledním předsedou Thabem Mbekim a nahrazena Africkou unií. V té době již měla 53 členů. Maroko vystoupilo 13. listopadu 1984 poté, co byla v roce 1982 do organizace připuštěna Saharská arabská demokratická republika.
Cílem OAJ bylo zajištění jednoty a vzájemné solidarity afrických zemí při zachování jejich suverenity a integrity a neovlivnitelnosti jejich vnitřních záležitostí. OAJ měla zastupovat africké země i na mezinárodní scéně a přispívat k odstranění kolonialismu z tohoto světadílu.
Původní záměr vybudování nadstátní organizace se silnými pravomocemi se nakonec neuskutečnil, význam OAJ se tak postupně zmenšoval. Přesto však organizace zaznamenala některé úspěchy, v roce 1964 např. prohlásila Afriku za bezjadernou zónu.
Charta OAJ obsahovala ustanovení týkající se zprostředkování míru, usmíření a arbitráže. 29. zasedání hlav států a vlád v Káhiře v roce 1993 navíc přijalo usnesení o vzniku Mechanismu prevence, usměrňování a řešení konfliktů, který měl zajišťovat plnění úkolů peace-building a peace-making. Reálné výsledky tyto iniciativy ovšem přinejmenším v době existence OAJ nepřinesly. Jednotky OAJ byly poprvé nasazeny v Čadu v roce 1981; vždy úzce spolupracovaly s mírovými sbory OSN. Přestože na počátku 90. let OAJ působilo i ve Rwandě, nepodařilo se jí nijak přispět k zamezení genocidy; v dubnu 1994, kdy byly rozpoutány masakry, OAJ ostatně již zcela nahradila mise OSN UNAMIR. Neschopnost OAJ účinně zasáhnout proti rýsujícím se hrozbám ovšem plně ilustrovalo její angažmá v Burundi, kde atentát na prezidenta Melchiora Ndadaye dne 22. října 1993 zavdal k rozpoutání obdobných masakrů mezi Hutuy a Tutsii, jaké zažila o půl roku později sousední Rwanda. 19. listopadu 1993 rozhodla OAJ o vyslání 5000 vojáků v rámci mise MIPROBU (Mission for the Protection and Reestablishment of Confidence in Burundi). Tento plánovaný kontingent byl nicméně vzápětí zredukován na 180 vojáků a 20 civilních zaměstnanců. OAJ byla nakonec schopná do Burundi vyslat 47 vojáků pozorovatelské mise MIOB (International Burundi Observer Mission) a to teprve v roce 1995.
Mezi orgány OAJ náležela Konference nejvyšších představitelů členských států, scházející se minimálně jednou do roka, dále Rada ministrů OAJ, složená z ministrů zahraničí členských zemí a scházející se dvakrát do roka, a Generální sekretariát OAJ, který byl umístěn v Addis Abebě. Pracovními jazyky OAJ se stala angličtina a francouzština.

## Členské země

Členské země OAJ (zakládající země modře)

| - Alžírsko - Angola - Benin - Botswana - Burundi - Burkina Faso - Čad - Demokratická republika Kongo (dříve Zair) - Džibutsko - Egypt - Eritrea - Etiopie - Gabon - Gambie - Ghana - Guinea - Guinea-Bissau - Jihoafrická republika - Kamerun - Kapverdy - Keňa - Komory - Kongo - Lesotho - Libérie - Libye - Madagaskar - Malawi | - Mali - Maroko, vystoupilo 12. listopadu 1984 v reakci na přijetí Saharské arabské demokratické republiky do organizace v roce 1982. - Mauritánie - Mauricius - Mosambik - Namibie - Niger - Nigérie - Pobřeží slonoviny - Rovníková Guinea - Rwanda - Saharská arabská demokratická republika - Senegal - Seychely - Sierra Leone - Somálsko - Středoafrická republika - Súdán - Svatý Tomáš a Princův ostrov - Svazijsko - Tanzanie - Togo - Tunisko - Uganda - Zambie - Zimbabwe |